# Metriopelia
Metriopelia es un género de aves columbiformes perteneciente a la familia de los colúmbidos o palomas. Agrupa a especies nativas de la cordillera de los Andes, en América del Sur. A sus miembros se les conoce por el nombre popular de palomitas o tortolitas.

## Características
Su largo total va de 16 cm hasta los 21 cm. Tienen alas grandes, y colores cenicientos. Las remeras alares y la cola son de color negro. En 3 especies se presenta la piel alrededor de los ojos desnuda y de color naranja.

## Distribución
Se distribuyen desde Colombia por el norte hasta la isla Grande de Tierra del Fuego por el sur, siempre a lo largo de la cordillera de los Andes, una cadena montañosa que recorre todo el borde occidental del subcontinente sudamericano. En el sur también habitan en menor medida en la estepa patagónica.

## Costumbres
Viven en ambientes áridos y fríos, generalmente en zonas de altitud de las montañas por sobre la línea de la vegetación arbórea donde, a causa de las difíciles condiciones del riguroso hábitat, son las únicas especies de palomas presentes. Son terrícolas y miméticas. Viven en bandadas, las que se alimentan de semillas que encuentran caminando por el suelo en ambientes abiertos. Nidifican en barrancas o desfiladeros. 

## Especies

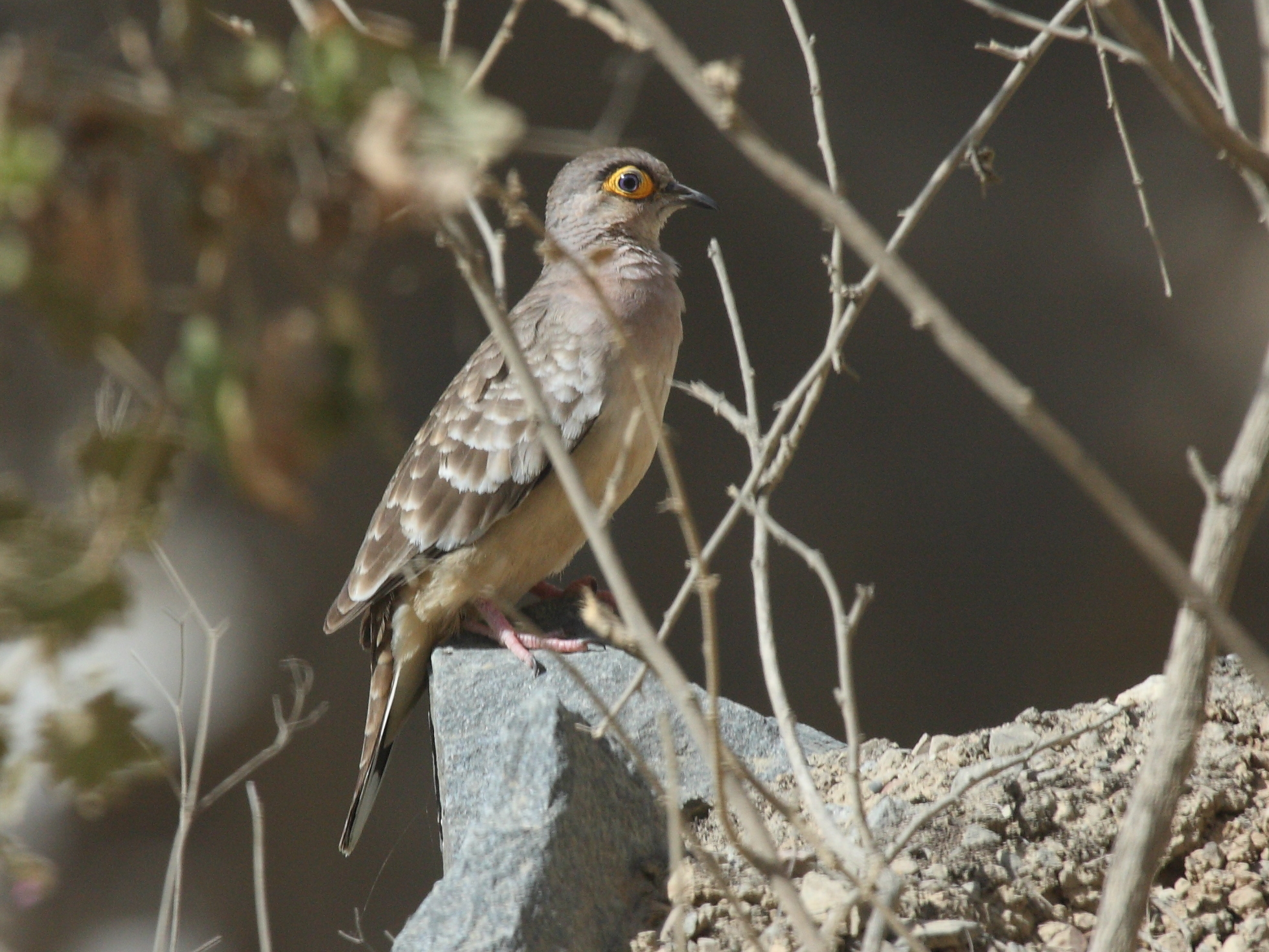
Metriopelia ceciliae en Perú.

Este género agrupa a las siguientes 4 especies:
- Metriopelia ceciliae (Lesson, 1845)  - palomita cordillerana moteada o tortolita boliviana o tórtola de cara desnuda o palomita cascabelita;
- Metriopelia melanoptera (Molina, 1782) - palomita cordillerana común o tórtola cordillerana o tortolita de alas negras o palomita alinegra;
- Metriopelia aymara (Prévost, 1840)  - palomita cordillerana dorada o tortolita de la puna o tortolita con manchas doradas o palomita aimará;
- Metriopelia morenoi (Sharpe, 1902)   - palomita cordillerana ojo desnudo, o tortolita o palomita de Moreno.